# Dongping

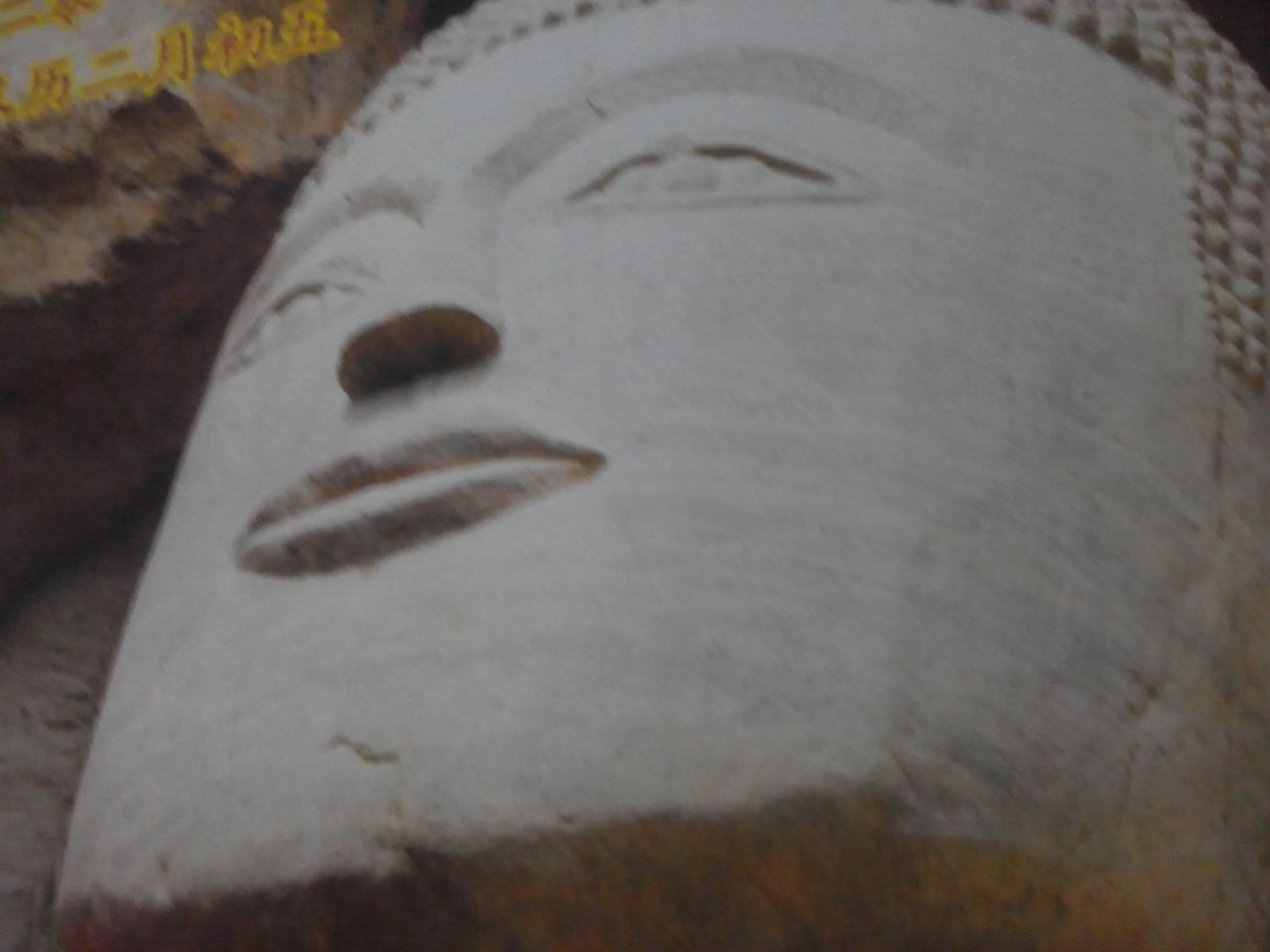
Baifoshan-Felsgrotten

Der Kreis Dongping (chinesisch 东平县, Pinyin Dōngpíng Xiàn) ist ein Kreis in der Provinz Shandong. Er gehört zum Verwaltungsgebiet der bezirksfreien Stadt Tai’an. Die Fläche beträgt 1.340 Quadratkilometer und die Einwohnerzahl 741.566 (Stand: Zensus 2010).
Die Steinskulpturen der Baifoshan-Felsgrotten (Baifoshan shiku zaoxiang, 白佛山石窟造像) und die Hongdingshan-Felseninschriften (Hongdingshan moya, 洪顶山摩崖) stehen seit 2001 bzw. 2006 auf der Liste der Denkmäler der Volksrepublik China.